# Amerikaanse Renaissance
De Amerikaanse Renaissance, ook New England Renaissance genoemd, is een periode in de Engelstalige Amerikaanse literatuur waarin veel Amerikaanse meesterwerken werden geschreven. Een van de belangrijkste invloeden uit deze periode was het transcendentalisme.
Hoewel F. O. Matthiessen, die de benaming introduceerde, hiermee aanvankelijk de periode tussen 1850 en 1855 bedoelde, is men dezelfde term mettertijd gaan gebruiken voor een langere periode. Eric Sundquist, bijvoorbeeld, breidt in The American Renaissance de definitie uit tot een periode vanaf de jaren 1830 tot het einde van de Amerikaanse Burgeroorlog. 
Belangrijke vertegenwoordigers zijn Ralph Waldo Emerson met Representative Men (1850), Nathaniel Hawthorne met The Scarlet Letter (1850) en The House of the Seven Gables (1851), Herman Melville met Moby-Dick (1851), Henry David Thoreau met Walden (1854), en Walt Whitman met de eerste editie van Leaves of Grass (1855). Het was F. O. Matthiessen die deze benaming voor het eerst gebruikte in zijn boek American Renaissance: Art and Expression in the Age of Emerson and Whitman uit 1941. Matthiessen kreeg veel kritiek omdat hij zich bij zijn analyses uitsluitend baseerde op slechts vijf blanke mannen. Tegen het einde van de 20e eeuw begon men zijn canon uit te breiden met Emily Dickinson (die haar poëzie in de late jaren 1850 begon) en met Harriet Beecher Stowes Uncle Tom's Cabin (1852).